# Reggenbach (Schwarzach)
Der Reggenbach ist ein Bach in der Gemeinde St. Jakob in Defereggen (Bezirk Lienz). Der Bach entspringt an der Südseite des Panargenkamms und mündet unterhalb bzw. südlich der Ortschaft Ranach in die Schwarzach.

## Verlauf
Der Reggenbach entspringt an den Südflanken des Panargenkamms unterhalb der Weißen Wand zwischen Kauschkahorn und Weißes Beil. Er fließt im Wesentlichen in südlicher Richtung talwärts und passiert im Oberlauf linksseitig die Reggenalm (Maik-Alm) sowie die gegenüberliegende Ede-Alm. Der Reggenbach fließt in der Folge durch bewaldetes Gebiet, aus dem er erst im Bereich der Weiler Ranach und Grandeggen heraustritt. Der Reggenbach fließt zwischen den Ortschaften hindurch, passiert als Wiesen genutztes Grünland und unterquert kurz vor der Mündung die nach Ranach führende Straße sowie die Defereggentalstraße (L25). Unmittelbar nach der Defereggentalstraße mündet der Reggenbach von links in die Schwarzach. 
Der Reggenbach liegt zwischen dem Einzugsgebiet der Oberberg Runsen im Westen und dem Mühlbach im Osten.
Der Reggenbach weist auf dem Großteil seines Verlaufs einen geringen Verbauungsgrad, wobei die Hydrologie auf zwei Drittel der Strecke unbeeinflusst verläuft. In Bezug auf die Gewässerraumausprägung sind 59 % der Strecke natürlich und weist eine sehr hohe naturräumliche Bedeutung auf, der übrige Teil ist stark beeinträchtigt.